# Унигве, Чика
Чика Унигве (англ. Chika Unigwe; 1974, Энугу) — нигерийская писательница, пишет на английском и нидерландском языках.

## Биография
Принадлежит к народу игбо. Окончила Университет Нигерии по английской филологии, получила степень магистра в Лёвенском католическом университете, защитила диссертацию по литературе в Лейденском университете (2004).
Дебютировала стихами на английском языке, изданными в Нигерии. В настоящее время с мужем и четырьмя детьми живёт в Тюрнхауте, в 2007 году была избрана в городской совет от христианско-демократической партии. Печатается в Великобритании, Нидерландах и Бельгии (Фландрии).

## Книги
- Tear Drops, Enugu: Richardson Publishers, 1993 (стихи)
- Born in Nigeria, Enugu: Onyx Publishers, 1995 (стихи)
- A Rainbow for Dinner. London: Macmillan, 2002 (рассказы)
- Ije at School. London: Macmillan, 2003 (рассказы)
- Thinking of Angel, 2005 (рассказ)
- Dreams, 2004 (рассказ)
- In the shadow of Ala; Igbo women’s writing as an act of righting. Proefschrift Universiteit Leiden, 2004 (диссертация)
- Феникс/ De Feniks, Amsterdam/Antwerpen, Meulenhoff/Manteau, 2005 (первый роман фламандского автора африканского происхождения, шорт-лист фламандской премии за дебютный роман Vrouw en Kultuur debuutprijs; англ. пер. 2007)
- Фата-моргана/ Fata Morgana, Amsterdam/Antwerpen, Meulenhoff/Manteau, 2007 (роман, англ. пер. On Black Sisters' Street — 2009, шорт-лист премии Воле Шойинки; Литературная премия Нигерии 2012, )
- Ночная танцовщица/ Nachtdanser, Antwerpen, De Bezige Bij, 2011 (роман)
- Вкус снега/ De smaak van sneeuw, Antwerpen: Manteau; Mechelen: Wablieft, 2012 (рассказы)
- Чёрный мессия/ De zwarte messias, Antwerpen: De Bezige Bij, 2013 (роман)

## Признание
Премия Би-би-си за рассказ, премия Британского содружества за рассказ, литературная премия Фландрии за рассказ (все — 2003). Номинация на африканского Букера — премию Кейна по африканской литературе (2004). Произведения писательницы переведены на итальянский и иврит.